# Нова-Олинда (Сеара)
Нова-Олинда (порт. Nova Olinda)  —  город и муниципалитет в Бразилии, входит в штат Сеара. Составная часть мезорегиона Юг штата Сеара. Входит в экономико-статистический  микрорегион Карири. Население составляет 13 211 человек на 2006 год. Занимает площадь 284,404 км². Плотность населения — 44,3 чел./км².

## История
Город основан 14 апреля 1957 года. 

## Статистика
- Валовой внутренний продукт на 2003 составляет 33.352.323,00 реалов (данные: Бразильский институт географии и статистики).
- Валовой внутренний продукт на душу населения на 2003 составляет 2.697,10 реалов (данные: Бразильский институт географии и статистики).
- Индекс развития человеческого потенциала на 2000 составляет 0,637 (данные: Программа развития ООН).